# Mount Dalrymple, Queensland
Mount Dalrymple är ett berg i Australien. Det ligger i regionen Mackay och delstaten Queensland, omkring 840 kilometer nordväst om delstatshuvudstaden Brisbane, nära Airlie Beach. Toppen på Mount Dalrymple är 1 259 meter över havet, eller 185 meter över den omgivande terrängen. Bredden vid basen är 3,9 km.
I omgivningarna runt Mount Dalrymple växer i huvudsak städsegrön lövskog. Genomsnittlig årsnederbörd är 1 268 millimeter. Den regnigaste månaden är mars, med i genomsnitt 354 mm nederbörd, och den torraste är september, med 10 mm nederbörd.